# The Atheist Experience
Az Atheist Experience egy amerikai élő, heti televíziós és online adás, amelynek székhelye Austinban, Texasban található. A hallgatókat arra biztatják, hogy megvitassák Isten létezését és az ehhez kapcsolódó témákat. A teisták hívásai általában prioritást élveznek, mivel az adás célja, hogy az istenhívők megkérdőjelezzék meggyőződésüket, és így a betelefonálókat gyakran arra kérik, hogy magyarázzák el, miben hisznek, és miért.